# تضيق مريئي
التضيق المريئي (بالإنجليزية: Esophageal stricture)‏ أو تضيق المريء الحميد، أو التضيق الهضمي، هو تضيق أو شد في المريء يسبب عسر البلع.

## الأعراض والعلامات
تشمل أعراض تضيق المريء: حرقة الفؤاد، طعم مرّ أو حامض في الفم، شرقة، سعال، ضيق النفس، تجشؤ أو فواق متكرر، ألم أو مشكلة في البلع، تقيؤ دموي، فقدان الوزن.

## الأسباب
يمكن أن يرتبط أو يحدث بسبب: الجزر المعدي المريئي، التهاب المريء، اضطراب في عمل العضلة العاصرة المريئية السفلية، اضطراب حركية المريء، ابتلاع مواد قلوية، فتق الحجاب الحاجز.

يمكن أن تتشكل التضيقات بعد جراحة المريء وبعد العلاجات الأخرى مثل العلاج بالليزر أو المداواة الكيميائية الضوئية.

عندما تلتئم المنطقة، تتشكل ندبة، تسبب شد الأنسجة وتضيقها، مما يؤدي إلى صعوبة في البلع.

## التشخيص
يمكن تشخيص تضيق المريء بواسطة:
- التصوير بالأشعة السينية أثناء ابتلاع المريض للباريوم (يدعى دراسة المريء بالباريوم).
- التصوير المقطعي المحوسب.
- أخذ خزعات.[5]
- أو عن طريق التنظير الهضمي.

## العلاج

### دوائياً
يمكن علاج التضيق أحياناً بالأدوية.

- إذا كان سببه التهاب المريء، الذي يحدث بدوره بسبب عدوى مستبطنة، فإنه عادة ما يتم علاجه عن طريق علاج العدوى (عادة بالمضادات الحيوية).
- أما إذا كان السبب جزر معدي مريئي كامن فيمكن علاجه بمضادات الحموضة، على سبيل المثال مضادات مستقبلات الهستامين 2 (مثل رانيتيدين) أو مثبطات مضخة البروتون (مثل أوميبرازول).

### جراحياً
من أجل فتح التضييق، يمكن للجراح أن يدخل مُوَسِّع، وهو أنبوب يستخدم لتوسيع المناطق المتضيقة في المريء.

## الوبائيات
يصيب مرض الجزر المعدي المريئي (GERD) حوالي 40٪ من البالغين. تحدث التضيقات في 7-23% من المرضى الذين يعانون من جزر معدي مريئي غير معالج.

## روابط خارجية
- مدلاين بلس Esophageal Stricture